# Catherine Stoyan
Catherine Stoyan (geb. Meffert; * 1959 in Großenhain) ist eine deutsche Schauspielerin und Hörspielsprecherin.

## Leben
Catherine Stoyan ist die Tochter der Horterzieherin Marianne Meffert und des Lehrers Wolfgang Meffert (* 1924). Ihre Schwester ist die Schauspielerin Corinna Harfouch. Catherine Meffert studierte an der Hochschule für Schauspielkunst Ernst Busch in Berlin und wirkte an vielen Hauptstadtbühnen, wie dem Theater der Freundschaft, dem Kunsthaus Tacheles, dem Berliner Ensemble, dem Berliner Arbeiter-Theater und der Schaubühne am Lehniner Platz. Engagements hatte die seit 1999 freiberuflich tätige Künstlerin außerdem am Schauspiel Stuttgart und am Düsseldorfer Schauspielhaus. In der Spielzeit 2015/16 steht Stoyan auf der Bühne des Staatstheaters Darmstadt. 1999 wurde sie für ihre Darstellung der Beatrice in Viel Lärm um nichts von William Shakespeare mit dem Hersfeld-Preis ausgezeichnet.
Daneben arbeitet Catherine Stoyan umfangreich für den Rundfunk. So hat sie seit 1990 in einer Vielzahl von Hörspielproduktionen mitgewirkt und spricht Geschichten für die Hörfunkreihe Ohrenbär. Ferner wurden die Abenteuer um Liliane Susewind von ihr auf Hörbüchern eingelesen.
Sporadisch steht Catherine Stoyan auch für Film und Fernsehen vor der Kamera. Ihr Debüt gab sie 1986 in der DFF-Produktion Margarita. Sie hatte ferner Gastrollen in Serien wie Praxis Bülowbogen, Großstadtrevier oder Berlin, Berlin. Zwischen 2002 und 2006 war sie in allen sechs Teilen der Krimireihe Blond: Eva Blond! zu sehen.
Catherine Stoyan ist die jüngere Schwester der Schauspielerin Corinna Harfouch, mit der sie gelegentlich gemeinsam auf der Bühne steht, so z. B. im Jahr 2000 als Bloody Daughters in der Bar jeder Vernunft, am Schauspiel Stuttgart in Was geschah mit Baby Jane? oder 2022 in Queen Lear am Maxim-Gorki-Theater. Stoyan ist verheiratet mit ihrem Schauspielkollegen Christian Schmidt. Sie hat eine Tochter.

## Filmografie (Auswahl)
- 1986: Margarita (Kurzfilm)
- 1986: König Drosselbart und das Mädchen Prinzessin (Fernsehfilm)
- 1987: Der Pinsel und sein Onkel Valentin
- 1990: Die Architekten
- 1991: Feuerwache 09 – Brandteufel (Fernsehserie)
- 1994: Praxis Bülowbogen – Hilflos (Fernsehserie)
- 1994: Abschied von Agnes
- 1994: Der Havelkaiser (Fernsehserie, 1 Folge)
- 1995: Großstadtrevier – Langfinger (Fernsehserie)
- 1996: Der Ausbruch (Fernsehfilm)
- 2001: Das Monstrum
- 2001: Streit um Drei (Fernsehserie, 1 Folge)
- 2002–2006: Blond: Eva Blond! (Fernsehserie, 6 Folgen)
- 2002: Ich lass mich scheiden – Kuckuckskind
- 2004: Berlin, Berlin – Jung, dynamisch, arbeitslos (Fernsehserie)
- 2007: Die Aufschneider
- 2009: Fliegen (Kurzfilm)
- 2015: Daheim (Kurzfilm)

## Hörspiele (Auswahl)
- 1988: Homer: Die Irrfahrten des Odysseus (Nausikaa) – Regie: Werner Buhss (Kinderhörspiel (6 Teile) – Rundfunk der DDR)
- 1990: Einen Sherry, eh du gehst – Regie: Bert Bredemeyer
- 1991: Mirjana Buljan: Der siebente Bruder – Regie: Barbara Plensat (Hörspiel – Funkhaus Berlin/ORF)
- 1992: Ist es noch weit nach Amerika oder: Der Traum des 12. Oktober – Regie: Jürgen Dluzniewski
- 1992: Wer ist hier Columbus? – Regie: Peter Groeger
- 1992: Der Fischer und seine Frau – Regie: Barbara Plensat
- 1993: Die andere und ich – Regie: Peter Groeger
- 1993: Rehlein und Rappe – Regie: Peter Groeger
- 1994: Nellys zweite Stimme oder Gespräche über die Zukunft Deutschlands im Hause Mann – Regie: Peter Groeger und Elisabeth Panknin
- 1995: Esbeck und Mondrian – Regie: Peter Groeger
- 1995: Xenija Dragunskaja: Oktoberland (Dronowa) – Regie: Beate Rosch/Siegfried Pfaff (Hörspiel – ORB)
- 1998: Die Bankräuberin – Regie: Joachim Schmidt von Schwind
- 1998: Habenichts-Legende – Regie: Jürgen Dluzniewski
- 2001: Nanu, Nana und der Doppelgeburtstag – Regie: Wolfgang Rindfleisch
- 2003: Das Antilopen-Projekt – Regie: Beate Rosch
- 2003: Heißer Herbst – Regie: Karlheinz Liefers
- 2006: Patriarchendämmerung – Regie: Andrea Getto
- 2008: Mut für drei – Regie: Iris Drögekamp
- 2009: Erntelied – Regie: Gabriele Bigott
- 2012: Die Lehrerin – Regie: Judith Lorentz
- 2013: Hochzeit in Konstantinopel – Regie: Barbara Plensat